# Collegio Tornacense
Il Collegio Tornacense, conosciuto in passato anche come Collegio Campion, è un collegio costruito nel 1363 per ospitare studenti di diritto canonico dell’Università di Padova. Il nome ufficiale del collegio era Collegio di Santa Maria di Tournai.
Dopo l’aggregazione dei suoi studenti al Seminario Vescovile nel 1822, la struttura è tornata alla sua funzione di collegio universitario nel 1952 ad opera di quella che diventerà l’organizzazione umanitaria Medici con l’Africa Cuamm che ancora vi ha sede. Per questo motivo, essa è nota oggi anche come Collegio CUAMM. Attualmente il collegio ospita circa sessanta studenti e studentesse iscritti all'Ateneo patavino.

## Storia
Il collegio Tornacense fu fondato nel 1363 dalla volontà congiunta di tre personalità, di cui due provenienti da Bologna, tutte legate in modo diverso all'università: il fondatore, Pietro de' Boatieri, giurista bolognese; suo fratello Bonincontro, abate di San Cipriano di Murano e insegnante di diritto canonico a Padova; e Albrizo de' Brancasecchio di Lucca, canonico delle città di Treviso e Tournai, il cui denaro, depositato presso Bonincontro, sarebbe stato gestito da Pietro con l'obiettivo di finanziare il collegio. Senza dubbio, questa fondazione fu influenzata dal modello di Bologna, che conosceva bene le strutture dei collegi studenteschi da oltre un secolo. Seppur finì per ospitare nel corso dei secoli anche studenti di altre discipline, il collegio fu destinato inizialmente ad ospitare studenti di diritto canonico dell’Università di Padova provenienti da Padova, Treviso, Ferrara e da Tournai (Belgio). La natura canonicale del collegio risultò fra le altre cose nell'obbligo per gli studenti, spesso ignorato seppur fosse sancito dallo statuto, di vestire l'abito ecclesiastico. 

La sede fu stabilita in una casa, acquistata nel 1367, a borgo dei Vignali nella contrada Pozzo del Campion (oggi la porzione di via Galileo Galilei vicino all'incrocio con via San Francesco). Nel corso dei secoli successivi, in cui la vita dell'istituzione continuò senza grandi interruzioni o rivolgimenti, il collegio si espanse fino ad includere quello che è oggi Palazzo Massimo-Asti e gli edifici circostanti, organizzati attorno ad un cortile interno e confinanti con il Convento di San Francesco Grande.

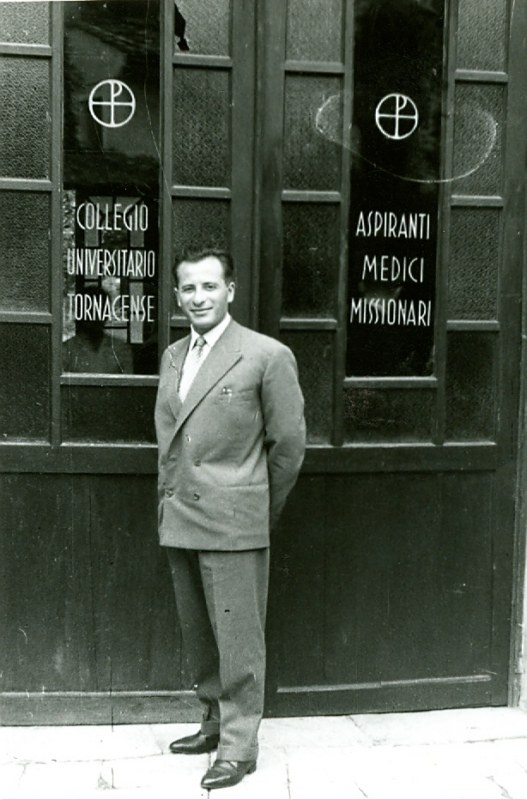
Il Dott. Giovanni Baruffa davanti all'ingresso del Collegio Tornacense - Cuamm nel 1955.

Nel 1822 il governo austriaco trasferì il controllo del collegio dal Patriarca di Venezia, che nei secoli precedenti ne era diventato responsabile, alla diocesi di Padova. In seguito a tale trasferimento, gli studenti vennero trasferiti nelle strutture del seminario maggiore, pur continuando a ricevere una borsa di studio finanziata dalle rendite derivanti dalle proprietà del collegio e risultando studenti del collegio stesso. L’amministrazione del Collegio mantenne una certa autonomia e, in ragione dei vincoli testamentari legati al collegio, il vescovo di Padova rimase tenuto ad offrire dei posti a chierici di altre diocesi. Il collegio continuerà ad esistere in questa forma almeno fino al 1913.
Il collegio fu riaperto nel 1952 dal professore di Medicina dell’Università Francesco Canova in collaborazione con la diocesi. Già nel 1950, Canova aveva espresso alla diocesi la propria intenzione di aprire “un collegio universitario che ospitasse giovani studenti di medicina, italiani e stranieri, intenzionati, una volta diventati medici, ad esercitare la loro professione al servizio degli ospedali missionari”. Da subito la proposta aveva raccolto il sostegno del Vescovo di Padova Girolamo Bortignon il quale, ponendo l'iniziativa sotto la propria autorità e affiancando due sacerdoti di sua nomina a Canova, offrì a quest'ultimo di realizzare il suo progetto riaprendo il collegio Tornancense. Ciò avvenne nel 1952, dopo due anni in cui Canova aveva testato la sua idea di collegio presso la parrocchia della Sacra Famiglia. Oltre ad occuparne gli spazi, il collegio si pose in continuità col Tornacense assumendo il nome di Collegio Tornacense – Collegio Universitario Aspiranti Medici Missionari. Il nome fu conservato fino al 1959, quando lo stabile dove erano ospitati gli studenti fu demolito per fare posto ad una nuova sede più spaziosa. Da allora, il collegio è stato conosciuto solo come Collegio Universitario Aspiranti Medici Missionari. 
Nello stesso anno, il Vescovo Bortignon costituì la Fondazione “Opera S. Francesco Saverio”. Questa fondazione, la cui presidenza rimane detenuta dal vescovo in carica, era pensata per dare riconoscimento legale alle attività del collegio e allo stesso tempo della sviluppantesi organizzazione umanitaria Medici con l’africa - CUAMM, che ne costituiscono ancora i due rami operativi. Nel corso degli anni, con la progressiva crescita dell'organizzazione umanitaria, l'importanza del collegio è stata ridimensionata all'interno delle attività della fondazione. Nonostante questi cambiamenti il collegio rimane attivo e, insieme alla sede di Medici con l’africa - CUAMM e della direzione complessiva della Fondazione, continua ad occupare la sede storica del Collegio Tornacense.

### Studenti noti
Prima del 1822:
- Alessandro Nievo: studente del collegio a metà quattrocento, conseguì la laurea in diritto canonico e civile nel 1451 e, nella seconda metà del secolo, diventerà un importante giurista canonista, pubblicando opere molto influenti come i Consilia contra iudeos foenerantes[9].
- Pietro Spiera: studente di medicina e seguace di Santorio Santorio, fu allievo del collegio ad inizio seicento. Amico dell'ambasciatore inglese presso la Repubblica Veneta Sir Henry Wotton, fu processato e imprigionato dall'Inquisizione per le sue convinzioni naturaliste e il possesso di libri proibiti[2].
- Domenico Leonati: ospitato dal collegio all'inizio del settecento, conseguì la laurea in diritto canonico e civile nel 1722, e fonderà più tardi l'ordine delle Suore di San Francesco di Sales[10].
- Vincenzo Chiminello: ammesso nel collegio nel 1761, divenne un importante astronomo e meteorologo. Più tardi professore di astronomia dell'Università di Padova e direttore dell'osservatorio padovano, fu anche tra i primi a registrare le osservazioni meteorologiche[3].

Al Seminario Maggiore:
- Giovanni Sarto, Papa Pio X: occupò uno dei posti gratuiti offerti dal Collegio Tornacense presso il seminario maggiore a partire dal 1850[5].

Gestione CUAMM:
- Theophilus Ochang Lotti: medico e politico sud sudanese, fu studente del collegio e si laureò in medicina nel 1980[11].
- Paul Bhatti: medico e ministro delle minoranze del Pakistan dal 2011 al 2014, fu studente del collegio dal 1975 al 1984[12].

## Strutture

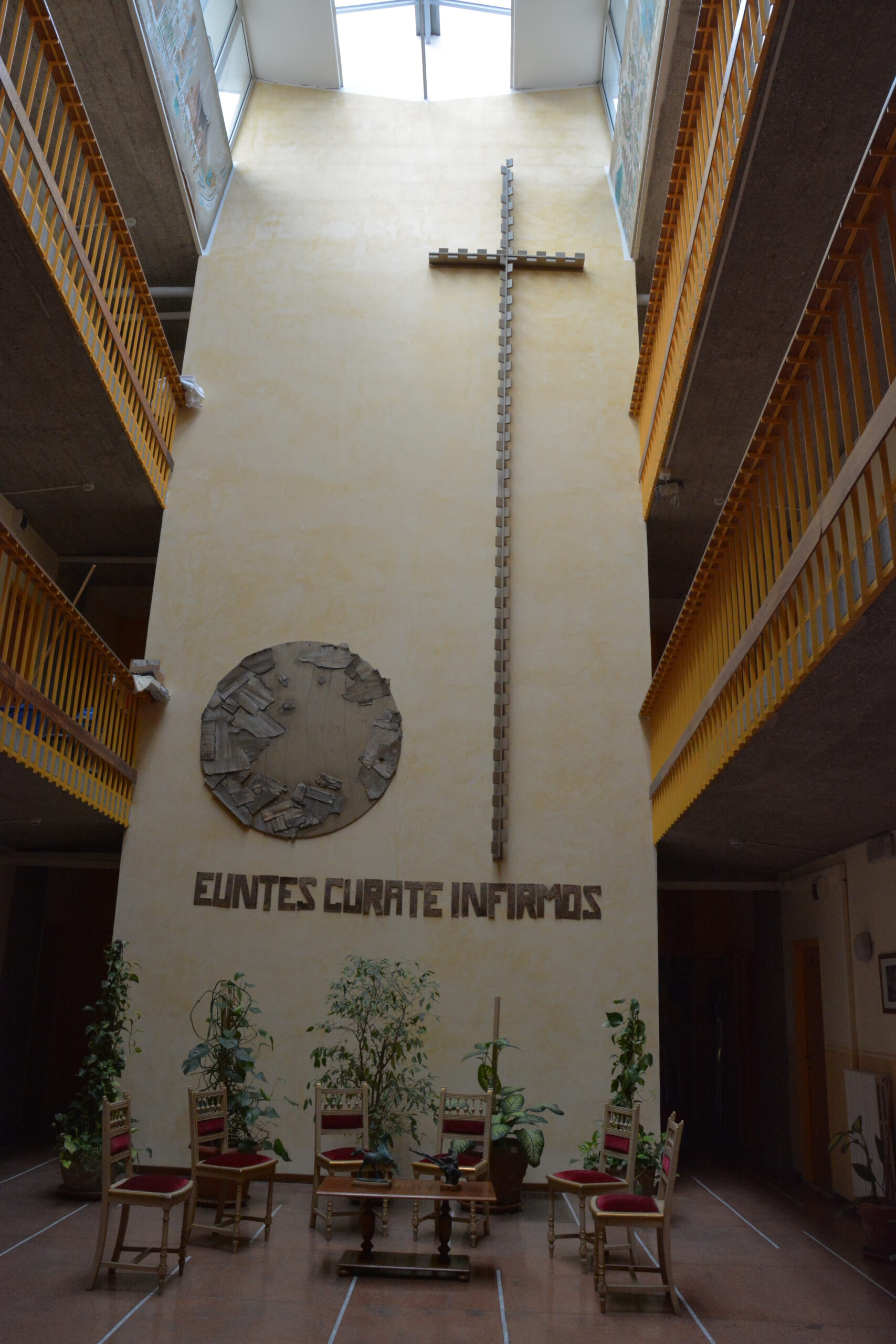
Il salone centrale

### La residenza
L'edificio fu costruito nel 1959 su progetto di Giulio Brunetta al posto di una precedente costruzione. Il primo piano ospita le camere degli studenti del collegio, le quali sono disposte su due livelli e si aprono su delle balaustre affacciate su un salone centrale. Una delle pareti del salone centrale è occupata da un grande crocifisso e dal motto del CUAMM, tratto da Matteo 10:8, “Euntes, curate infirmos”.  Al piano terra dello stesso edificio si trovano la cappella del collegio, una mensa, una sala comune e una sala lettura ad uso degli studenti.

### Il portale
L’ingresso alla residenza da via Galilei è attraverso un arco d’ingresso costruito nel 1740. Al di sopra della cancellata d’ingresso si trova un timpano neoclassico al cui interno si trovava un tempo lo stemma del collegio tornacense, oggi illeggibile. Al di sotto di esso, un'iscrizione riportante il nome del collegio tornacense e la data di costruzione del portale, insieme ad un versetto da Proverbi 8:5 che avvisa, in latino, “Imparate, o semplici, l'accorgimento, e voi, stolti, diventate intelligenti!”. Alla sommità del timpano si trovano tre statue. Al centro una statua raffigurante la sapienza, circondata da due statue rappresentanti lo studio e la preghiera.

### Palazzo Massimo Asti
Posto al lato nordest del cortile interno del collegio, e aprentesi su via San Francesco, si trova Palazzo Massimo – Asti che anche in passato faceva parte del complesso del Collegio Tornacense. Restaurato nel 1786, conserva affreschi del XVII secolo e tele del XVIII. Oggi è lo spazio principale occupato dalla sede di Medici con l’Africa CUAMM. Oltre agli uffici dell’organizzazione, il palazzo ospita una biblioteca, una sala conferenze e degli spazi per lo studio ad uso anche degli studenti del collegio.

## La vita nel collegio oggi
L'ammissione degli studenti, oggi di qualsiasi disciplina, avviene attraverso un colloquio con la direzione volto a valutare la condivisione dei valori e obbiettivi del CUAMM, la disponibilità a seguire le occasioni formative e culturali proposte e l'aderenza alle regole del collegio.
L’offerta formativa si articola sui tre ambiti di spiritualità, cultura e solidarietà. Per quanto riguarda il primo gli studenti hanno la possibilità di partecipare a messe e preghiere settimanali e a due giornate di spiritualità che si svolgono nel corso dell’anno. Per quanto riguarda l’offerta culturale, il collegio organizza insieme a CUAMM seminari interni su salute in Africa, incontri con medici rispetto alla loro esperienza sul campo ed un corso opzionale organizzato con la facoltà di medicina dell’università sulla salute nei paesi in via di sviluppo. L’offerta in ambito solidale prevede collaborazioni con l’attività di CUAMM e l’organizzazione di iniziative di raccolta fondi a sostegno dei suoi progetti in Africa.
La più nota delle attività afferenti all’ambito solidale è l’organizzazione da parte degli studenti della Festa di Primavera, una festa che si svolge nel cortile interno del collegio ed è aperta a tutti gli studenti dell’ateneo.